# Кенжебайсамай
Кенжебайсама́й (каз. Кенжебайсамай) — село у складі Жанааркинського району Улитауської області Казахстану. Входить до складу Тогускенського сільського округу.
Населення — 511 осіб (2021; 316 у 2009, 400 у 1999, 332 у 1989).
Національний склад станом на 1989 рік:
- казахи — 100 %.

Станом на 1989 рік село називалось Кенжебай-Самай.